# 吉村輝之 (日本舞踊家)
吉村 輝之（よしむら てるゆき）は日本舞踊家、上方舞吉村流の七世家元。東京都出身。吉村真ゆうの名称での活動歴がある。

## 人物
東京都で幼少期を過ごした。早稲田大学を卒業後、四世家元吉村雄輝などの地唄舞の舞台に影響を受け、平成3年に後の六世家元となる吉村輝章へ弟子入りした。平成6年に吉村雄輝より名取免状を得て「吉村真ゆう」と名乗り、平成8年には師範名取となる。
毎年の国立劇場や能楽堂などで開催される吉村会に精力的に出演し、各流派の名手が出演する「舞の会ー京阪の座敷舞ー」（日本芸術文化振興会主催）へ吉村輝章と流派を代表して出演するなど、流儀の中心的な演者の一人となった。平成26年に法人として活動していなかった流儀を、吉村輝章の下で「一般社団法人上方舞吉村流」へ連名で設立に参与し、役員として理事に就任した。
令和2年に吉村輝章より後継指名を受け、改称し「吉村輝之」と名乗る。コロナなどの影響から襲名への取りまとめ期間の後に、令和5年に国立劇場で吉村流主催の襲名披露公演を行い、宗家へ就任した吉村輝章および大御所の吉村ゆきその後援により、正式に七世家元を襲名した。

## 略歴
- 平成03年：吉村輝章へ入門
- 平成06年：四世家元吉村雄輝より名取免状を得て、「吉村真ゆう」と名乗る

- 平成08年：師範名取免状を取得
- 平成26年：一般社団法人上方舞吉村流の設立に尽力し、役員理事となる
- 平成27年：吉村真ゆう上方舞研修所を主催し、日本舞踊家の活動を本格化
- 平成28年：「上方舞吉村流 吉村真ゆう 舞の会」を国立劇場で主催、文化庁芸術祭へ参加
- 令和02年：六世家元吉村輝章より後継指名を受け、「吉村輝之」と改称する
- 令和05年：吉村流主催の襲名披露公演を国立劇場で開催し、正式に七世家元となる
- 令和05年：上方舞吉村流の理事長に就任